# Lutjanus gibbus
Lutjanus gibbus is een straalvinnige vis uit de familie van snappers (Lutjanidae) en behoort derhalve tot de orde van baarsachtigen (Perciformes). De vis kan een lengte bereiken van 50 cm. De hoogst geregistreerde leeftijd is 18 jaar.

## Leefomgeving
Lutjanus gibbus is een zoutwatervis. De vis prefereert een tropisch klimaat en heeft zich verspreid over de Grote en Indische Oceaan. De diepteverspreiding is 1 tot 150 m onder het wateroppervlak.

## Relatie tot de mens
Lutjanus gibbus is voor de visserij van aanzienlijk commercieel belang. In de hengelsport wordt er weinig op de vis gejaagd. De soort kan worden bezichtigd in sommige openbare aquaria.
Voor de mens is Lutjanus gibbus potentieel gevaarlijk, omdat er vermeldingen van ciguatera-vergiftiging zijn geweest.